# Unterseeboot 147 (1940)
Pour les articles homonymes, voir Unterseeboot 147.
Le Unterseeboot 147 ou U-147 est un sous-marin allemand (U-Boot) de type II.D utilisé par la Kriegsmarine pendant la Seconde Guerre mondiale.
Comme les sous-marins de type II étaient trop petits pour des missions de combat dans l'océan Atlantique, il est employé principalement dans la Mer du Nord.

## Historique
Mis en service le 11 décembre 1940, l'U-147 a servi comme sous-marin d'entrainement et de navire-école pour les équipages, d'abord au sein de la 1. Unterseebootsflottille à Kiel, puis à partir du 20 décembre 1940 dans la  22. Unterseebootsflottille à Gotenhafen. Le 1er février 1941, il rejoint, pour le service active, la 3. Unterseebootsflottille.
Après avoir quitté le port de Kiel, le 9 février 1941, sous les ordres du Kapitänleutnant Reinhard Hardegen, l'U-147 rejoint Bergen le 16 février 1941 après 8 jours en mer.
Il réalise sa première patrouille de guerre, quittant le port de Bergen, le 12 mai 1941. Il rejoint Kiel après 19 jours en mer, le 12 mars 1941 avec un score d'un navire coulé.
Le 4 avril 1941, le Kapitänleutnant Reinhard Hardegen cède le commandement de l'U-147 à l'Oberleutnant Eberhard Wetjen.
Sa deuxième patrouille quitte le port de Kiel le 11 mai 1941 sous les ordres de l'Oberleutnant Eberhard Wetjen. Après avoir coulé 1 navire marchand de 1 334 tonneaux et un séjour de 26 jours en mer, l'U-147 rejoint Bergen le 11 juin 1941.
Sa troisième patrouille commence le 24 mai 1941. Après avoir endommagé 2 navires dont 1 de manière irrécupérable, l'U-147 est coulé le 2 juin 1941 au nord-ouest de l'Irlande, à la position géographique de 56° 38′ N, 10° 24′ O, par des charges de profondeur lancées du destroyer britannique HMS Wanderer et de la corvette britannique HMS Periwinkle.
Les 26 membres d'équipage meurent dans cette attaque.

## Affectations
- 1. Unterseebootsflottille à Kiel du 11 au 19 décembre 1940 (entrainement)
- 22. Unterseebootsflottille à Gotenhafen du 20 décembre 1940 au 1er février 1941 (navire-école)
- 3. Unterseebootsflottille à Kiel du 1er février au 2 juin 1941 (service active)

## Commandements
- Kapitänleutnant Reinhard Hardegen du 11 décembre 1940 au 4 avril 1941
- Oberleutnant zur See Eberhard Wetjen du 5 avril au 2 juin 1941

## Patrouilles
|       | Commandant               | Départ          | Départ | Arrivée         | Arrivée | Jours    | Succès   |
| ----- | ------------------------ | --------------- | ------ | --------------- | ------- | -------- | -------- |
|       | Kptlt. Reinhard Hardegen | 9 février 1941  | Kiel   | 16 février 1941 | Bergen  | 8 jours  |          |
| 1     | Kptlt. Reinhard Hardegen | 22 février 1941 | Bergen | 12 mars 1941    | Kiel    | 19 jours | 4 811    |
| 2     | Oblt. Eberhard Wetjen    | 16 avril 1941   | Kiel   | 11 mai 1941     | Bergen  | 26 jours | 1 334    |
| 3     | Oblt. Eberhard Wetjen    | 24 mai 1941     | Bergen | 2 juin 1941     | Kiel    | 10 jours | 7 487    |
| Total | Total                    | Total           | Total  | Total           | Total   | 55 jours | 13 632 t |

Note : Oblt. = Oberleutnant zur See - Kptlt. = Kapitänleutnant

## Navires coulés
L'Unterseeboot 147 a coulé 2 navires marchands ennemi pour n total de 6 145 tonneaux, a endommagé un navire marchand de 4 996 tonneaux et un endommagé de manière irrécupérable un autre navire marchand de 2 491 tonneaux au cours des 3 patrouilles (55 jours en mer) qu'il effectua.
| Date          | Nom        | Nationalité | Tonnage (GRT) | Convoi | Fait                                          |
| ------------- | ---------- | ----------- | ------------- | ------ | --------------------------------------------- |
| 2 mars 1941   | Augvald    | Norvège     | 4 811         | HX-109 | Coulé au 59° 30′ N, 7° 30′ O                  |
| 27 avril 1941 | Rimfakse   | Norvège     | 1 334         |        | Coulé au 60° 10′ N, 8° 54′ O                  |
| 31 mai 1941   | Gravelines | Royaume-Uni | 2 491         | HX-127 | Déclaré irrécupérable au 56° 00′ N, 11° 13′ O |
| 2 juin 1941   | Mokambo    | Belgique    | 4 996         | OB-329 | Endommagé au 56° 38′ N, 10° 24′ O             |

### Sources
- (en) Cet article est partiellement ou en totalité issu de l’article de Wikipédia en anglais intitulé « German submarine U-147 (1940) » (voir la liste des auteurs).